# Alexey Sanko
Alexey Sanko (ur. 13 marca 1978 w Aktau, ros. Алексей Санько, Aleksiej Sanʹko) – austriacki siatkarz występujący obecnie (2012) w austriackim SG VCA Hypo Niederösterreich. Gra na pozycji przyjmującego. Mierzy 194 cm.